# Mermaid in a Manhole
Mermaid in a Manhole ist ein japanischer Horrorfilm aus dem Jahr 1988. Er ist der vierte Teil der Guinea-Pig-Reihe.

## Handlung
Mermaid in a Manhole ist die Nacherzählung eines Mangas von Hideshi Hino, der bei diesem Teil der Reihe auch selbst Regie führte. Er handelt von einem Künstler, der, während er versucht, den Tod seiner Frau zu überwinden, in der Kanalisation von Okinawa eine verwundete Meerjungfrau findet. Er nimmt sie mit nach Hause und nach einer Weile beginnt sie, aus ihren Wunden zu bluten. Der Künstler zeichnet mit dem Blut ein Porträt der Meerjungfrau, doch währenddessen wird ihre Verfassung immer schlechter und sie stirbt. Der Künstler zerlegt ihre Leiche, doch dann stürmt die Polizei seine Wohnung und es zeigt sich, dass das Porträt, das er malte, seine Frau darstellt und er ihren Körper zerstückelt hat.

## Sonstiges
Der Film wurde im August 1998 von der BPjS indiziert, die Indizierung wurde am 20. Juni 2023 aufgehoben.
Der Inhalt des Films diente als Inspiration für das Lied Wundwasser auf dem gleichnamigen Album der deutschen Dark-Metal-Gruppe Eisregen von 2004.